# Перкинс, Карл
Карл Ли Пе́ркинс (англ. Carl Perkins; 9 апреля 1932 — 19 января 1998) — американский певец, композитор, один из родоначальников жанра рокабилли в середине 1950-х гг.
Известность Перкинсу принесли его рок-н-ролльные записи для мемфисской студии Sun Records, наиболее известная из которых — «Blue Suede Shoes» (1956). В том же жанре были также записаны «Gone Gone Gone», «Matchbox», «Honey Don’t», «Everybody’s Trying to Be My Baby», «Glad All Over». В середине 1960-х гг. Перкинс обратился к кантри, с которого, собственно, он и начинал свою карьеру. К рок-н-роллу певец вернулся в 1980-е гг.

## Биография

### Ранние годы
Карл Перкинс родился 9 апреля 1932 года, в Типтонвилле (штат Теннесси), в семье испольщика. В детстве ему и его братьям приходилось много работать в поле после школьных занятий. Летом они работали по 12-14 часов. Карл и его брат Джей вместе зарабатывали по 50 центов в день. Несмотря на то, что семья имела крайне небольшой доход, денег хватало на овощи, табак для отца Карла и даже оставалось немного на конфеты.
В субботние вечера Карл с отцом слушал радиопередачи «Grand Ole Opry» с Роем Экаффом и под впечатлением их попросил родителей приобрести ему гитару. Но так как они не могли себе позволить покупку инструмента, отец Карла смастерил гитару при помощи коробки из-под сигар и метлы. Позже, Джон Вестбрук научил Карла играть блюз на настоящей гитаре, купленной Карлом за пару долларов у соседа, и он сам сочинял песни, в которых отразились все эти музыкальные направления. Карл Перкинс научил его старшего брата Джея аккомпанировать ему на гитаре. Они оба бросили учёбу в школе после восьмого класса, чтобы помогать семье.
В январе 1947 года семья Карла переехала в округ Мэдисон. Там Карл написал свой первый хит «Movie Magg», который однако не получил популярности за пределами округа.

Карл Перкинс (второй слева) и его группа в шоу «Jamboree»

Музыкальную карьеру Карл Перкинс и его брат Джей начали в 1946 году (тогда Карлу было всего 14 лет). Они выступали в тавернах «Cotton Ball» и «Sand Ditch» недалеко от Джексона. Позже к ним присоединился и младший брат Клейтон, который играл на контрабасе. К концу 1940-х годов Братья Перкинс (Perkins Brothers) были самым известным коллективом в Джексоне.
В январе 1953 года Карл Перкинс женился на Вальде Крайдер, с которой был знаком несколько лет. Жена убедила Карла посвятить всё своё время исполнению музыки в тавернах (ранее Перкинс занимался этим исключительно по вечерам, работая на сборке хлопка, фабрике по изготовлению матрасов и аккумуляторном заводе). К группе присоединился барабанщик У. С. Холланд.

### Годы рок-н-ролла
В июле 1954 года Карл и Вальда услышали по радио запись Элвиса Пресли «Blue Moon of Kentucky». Стиль исполнения был близок к стилю Карла Перкинса. Он понял, что его будущее — в Мемфисе, куда он и отправился осенью 1954 года. На мемфисской студии Sun Records были записаны первые, ставшими классическими, рок-н-ролльные синглы Перкинса, начиная с «Blue Suede Shoes» (1956). В 1958 году Перкинс перешёл на Columbia Records; на новом лейбле были записаны «Jive After Five», «Levi Jacket», «Pop, Let Me Have the Car», «Pink Pedal Pushers» и другие.

### Годы кантри
В середине 1960-х гг. Перкинс обратился к кантри, с которого, собственно, он и начинал свой творческий путь. Тогда же он сменил лейбл и записывался сначала на Decca Records, затем короткое время на Dollie Records и потом вернулся на Columbia. По приглашению Джонни Кэша Перкинс стал принимать участие в его гастрольных поездках. В это время к нему пришёл относительный успех в рамках кантри. В 1973 году Перкинс перешёл на лейбл Mercury.

### Поздние годы
В 1980-е гг. Перкинс вернулся к рок-н-роллу. Он записал новый альбом, в который вошли новые версии его старых песен, а также множество других известных рок-н-роллов. В 1986 году Карл Перкинс, Джонни Кэш, Джерри Ли Льюис и Рой Орбисон собрались вновь в студии Sun Records в Мемфисе и вместе записали альбом «Class of ’55». В 1992 году Перкинс записал альбом «A Sentimental Journey» вместе со Скотти Муром, гитаристом Элвиса Пресли со дней Sun Records. Последний альбом Перкинса «Go, Cat, Go!» был выпущен в 1996 году. 19 января 1998 года Карл Перкинс умер в больнице Jackson-Madison Country Hospital (Джексон, Теннесси). На похоронах присутствовали Джордж Харрисон, Джерри Ли Льюис, Гарт Брукс, Джонни Кэш и его супруга Джун Картер (Кэш). Карл Перкинс был похоронен в Джексоне на кладбище Ridgecrest. Его вдова, Вальда Перкинс, умерла 15 ноября 2005 года в Джексоне.

## Наследие
Песни Карла Перкинса были перепеты Элвисом Пресли («Blue Suede Shoes»), Джонни Кэшем («Daddy Sang Bass»), The Beatles («Everybody’s Trying to Be My Baby», «Matchbox», «Honey Don’t») и Полом МакКартни (Movie Magg). В феврале 1969 года Карл вместе с Бобом Диланом написал «Champaign, Illinois».

## Дискография

### Альбомы
Указаны только студийные записи; сборники исключены.
| Год  | Название                           | Лейбл / Примечания                                                 |
| ---- | ---------------------------------- | ------------------------------------------------------------------ |
| 1958 | Dance Album                        | Sun Records                                                        |
| 1958 | Whole Lotta Shakin’                | Columbia Records                                                   |
| 1967 | Country Boy’s Dream                | Dollie Records                                                     |
| 1969 | Carl Perkins’ Greatest Hits        | Columbia Records                                                   |
| 1969 | On Top                             | Columbia Records                                                   |
| 1970 | Boppin’ the Blues                  | Columbia Records; с NRBQ                                           |
| 1973 | My Kind Of Country                 | Mercury Records                                                    |
| 1978 | Ol’ Blue Suede’s Back              | Castle Records                                                     |
| 1981 | Carl Perkins and The C.P. Express  | Suede Records                                                      |
| 1982 | The Survivors                      | Columbia Records. С Джонни Кэшэм и Джерри Ли Льюисом.              |
| 1984 | The Heart and Soul Of Carl Perkins | Allegiance Records                                                 |
| 1985 | The Man and His Legend             |                                                                    |
| 1986 | Class of ’55                       | Smash Records. С Джонни Кэшэм, Джерри Ли Льюисом и Роем Орбисоном. |
| 1989 | Born to Rock                       | MCA Records                                                        |
| 1992 | A Sentimental Journey              | Со Скотти Муром.                                                   |
| 1996 | Go, Cat, Go!                       |                                                                    |

### Синглы
| Год  | Название                                                                              | Лейбл             |
| ---- | ------------------------------------------------------------------------------------- | ----------------- |
| 1955 | Movie Magg / Turn Around                                                              | Flip Records      |
| 1955 | Let the Juke Box Keep on Playing / Gone Gone Gone                                     | Sun Records       |
| 1956 | Blue Suede Shoes / Honey Don't                                                        | Sun Records       |
| 1956 | Sure to Fall/Tennessee (данный сингл планировался к изданию, но так и не был выпущен) | Sun Records       |
| 1956 | Boppin the Blues / All Mama’s Children                                                | Sun Records       |
| 1956 | I’m Sorry, I’m Not Sorry / Dixie Fried                                                | Sun Records       |
| 1957 | Matchbox / Your True Love                                                             | Sun Records       |
| 1957 | Forever Yours / That’s Right                                                          | Sun Records       |
| 1957 | Glad All Over / Lend Me Your Comb                                                     | Sun Records       |
| 1958 | Pink Pedal Pushers / Jive After Five                                                  | Columbia Records  |
| 1958 | Levi Jacket / Pop, Let Me Have the Car                                                | Columbia Records  |
| 1958 | Y-O-U / This Life I Lead                                                              | Columbia Records  |
| 1959 | Pointed Toe Shoes / Highway to Love                                                   | Columbia Records  |
| 1959 | I Don’t See Me In Your Eyes Anymore / One Ticket To Loneliness                        | Columbia Records  |
| 1960 | L-O-V-E-V-I-L-L-E / Too Much for a Man To Understand                                  | Columbia Records  |
| 1960 | Just for You / Honey, 'Cause I Love You                                               | Columbia Records  |
| 1961 | Any Way The Wind Blows / The Unhappy Girls                                            | Columbia Records  |
| 1961 | Hollywood City / The Fool I Used To Know                                              | Columbia Records  |
| 1961 | Twister Sister / Hambone                                                              | Columbia Records  |
| 1962 | Forget Me (Next Time Around) / I Just Got Back From There                             | Columbia Records  |
| 1963 | Help Me Find My Baby / For a Little While                                             | Decca Records     |
| 1963 | After Sundown / I Wouldn’t Have You                                                   | Decca Records     |
| 1964 | Let My Baby Be / The Monkeyshine                                                      | Decca Records     |
| 1964 | One of These Days / Mama of My Song                                                   | Decca Records     |
| 1964 | Helpless / Woman in the Darkness                                                      | Columbia Records  |
| 1967 | Country Boy’s Dream / If I Could Come Back                                            | Dollie Records    |
| 1967 | Shine, Shine, Shine / Almost Love                                                     | Dollie Records    |
| 1967 | Without You / You Can Take the Boy Out of the Country                                 | Dollie Records    |
| 1967 | Back to Tennessee / My Old Home Town                                                  | Dollie Records    |
| 1968 | Restless / 11-43                                                                      | Columbia Records  |
| 1969 | For Your Love / Four Letter Word                                                      | Columbia Records  |
| 1970 | All Mama’s Children / Step Aside                                                      | Columbia Records  |
| 1970 | My Son, My Son / State of Confusion                                                   | Columbia Records  |
| 1970 | What Every Little Boy Ought To Know / Just As Long                                    | Columbia Records  |
| 1970 | Me Without You / Red Headed Woman                                                     | Columbia Records  |
| 1971 | Cotton Top / About All I Can Give You Is Love                                         | Columbia Records  |
| 1971 | Take Me Back to Memphis / High On Love                                                | Columbia Records  |
| 1972 | Someday / The Trip                                                                    | Columbia Records  |
| 1973 | Help Me Dream / You Tore My Heaven All to Hell                                        | Mercury Records   |
| 1973 | (Let’s Get) Dixie Fried / One More Loser Goin' Home                                   | Mercury Records   |
| 1973 | Sing My Song / Ruby, Don’t Take Your Love to Town                                     | Mercury Records   |
| 1974 | You’ll Always Be a Lady to Me / Low Clas                                              | Mercury Records   |
| 1975 | The E.P. Express / Big Bad Blues                                                      | Mercury Records   |
| 1981 | I Don’t Want To Fall In Love Again / We Did In 54                                     | Suede Records     |
| 1981 | Rock-A-Billy Fever / Till You Get Thru With Me                                        | Suede Records     |
| 1989 | Charlene / Love Makes Dreams Come True                                                | Universal Records |
| 1989 | Hambone / Love Makes Dreams Come True                                                 | Universal Records |